# Marbäck (Västergötland)
Marbäck is een plaats in de gemeente Ulricehamn in het landschap Västergötland en de provincie Västra Götalands län in Zweden. De plaats heeft 462 inwoners (2005) en een oppervlakte van 63 hectare.

## Verkeer en vervoer
Bij de plaats loopt de Länsväg 157.